# Castillo de Belalcázar
El castillo de los Sotomayor y Zúñiga es una construcción de estilo gótico-militar, iniciada en la segunda mitad del siglo XV, situada en el municipio español de Belalcázar, en la provincia de Córdoba. También se le conoce como castillo de Gahete o castillo de Gafiq. Con una altura de 47 metros en su renacentista torre del homenaje, se trata del castillo más alto de toda la península ibérica.

## Historia

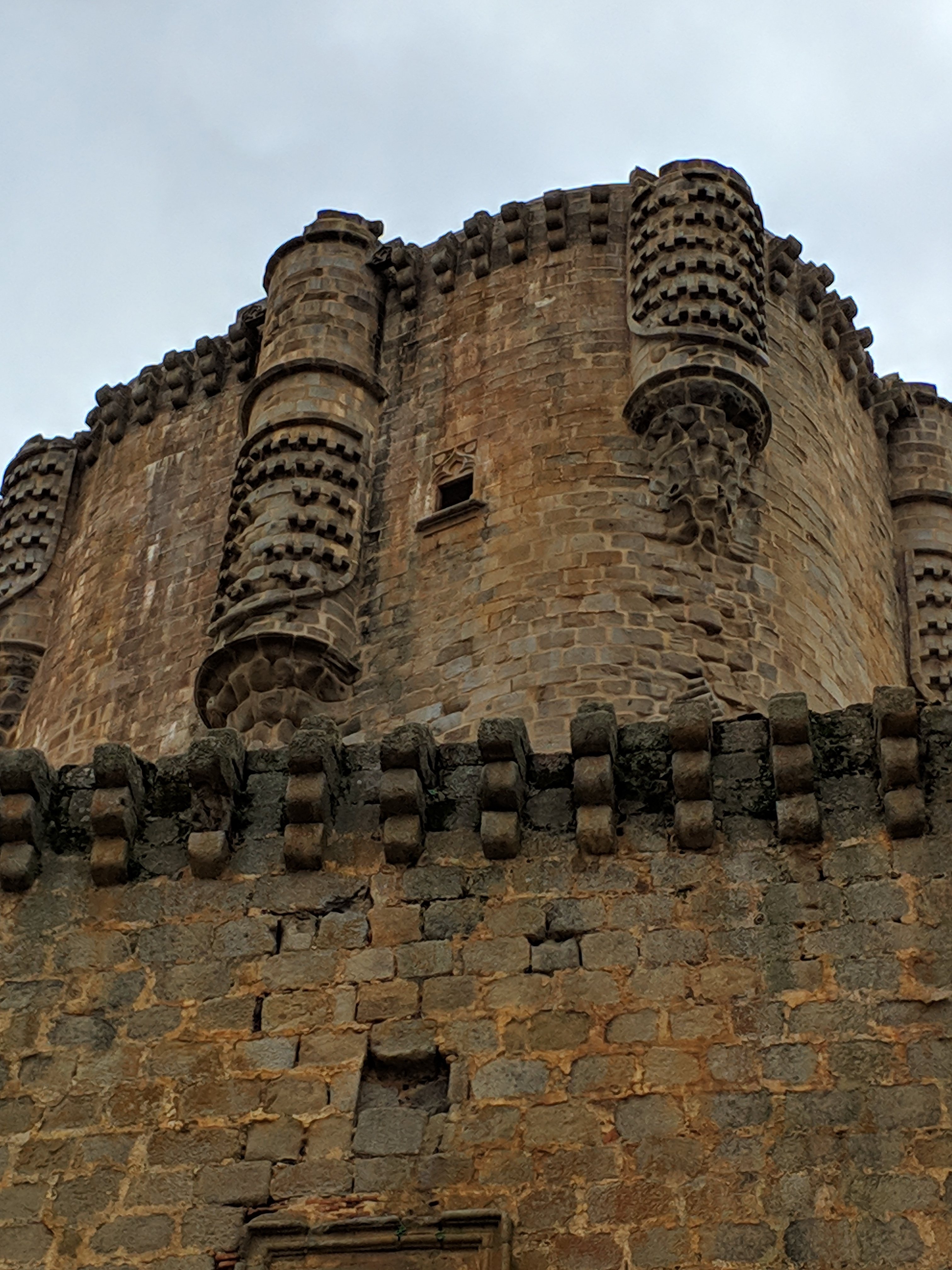
Detalle de la Torre del Homenaje del Castillo de los Sotomayor y Zúñiga desde su puerta principal

El Castillo de Belalcázar está ubicado en un característico paraje serrano al norte de la población, siendo uno de los más importantes de la provincia de Córdoba. Perteneciente a los condes de Belalcázar, donde tuvieron su residencia, da testimonio, junto con el convento de los franciscanos de la población, del gran papel que estos señores desempeñaron como mecenas de la arquitectura y promotores del gótico tardío en la comarca. Parece que en el mismo lugar ya hubo una fortaleza romana, continuada luego en época musulmana, de la que todavía subsiste un importante testimonio en la cerca exterior, que se mantuvo como primera línea de muralla con torres albarranas sobre el arroyo Caganchas.
Dentro de este recinto, y en lo más elevado del montículo, se construye el Bello Alcázar que da nombre a la villa, cuya obra corresponde a la segunda mitad del siglo XV. Su construcción data de 1450 cuando Juan II otorgó estas tierras a Gutierre de Sotomayor, Maestre de la Orden de Alcántara, permitiéndole construir un castillo. Su construcción fue iniciada en la segunda mitad del siglo XV con el objetivo de convertirse en la residencia de los condes de Belalcázar, señores feudales del territorio en aquella época.
El castillo, de excelente cantería de granito, ofrece una disposición cuadrangular, con altos y robustos muros que aparecen jalonados por ocho torres prismáticas, en correspondencia con el centro cada uno de los flancos y las esquinas. Tanto los lienzos de muralla como las torres, se enriquecen en su coronamiento con una apretada línea de modillones que, obviamente, embellecen la imagen del conjunto.
Sin embargo, el sorprendente efecto que produce la fortaleza obedece particularmente a la torre del homenaje, emplazada en el muro oriental con una altura de 47 metros, es la más grandiosa de todas. En sus dos primeros tercios ofrece una disposición cilíndrica al redondearse las esquinas, compensándose esa diferencia a través de unos elementos escalonados de figura piramidal. Se ha relacionado este recurso con el también empleado en la del Clavero de Salamanca, obra de la época, construida por el otro Sotomayor. Ejemplos de fortalezas muy anteriores podrían haber servido de modelo a esta característica, como ya se puede adivinar en la torre del homenaje del Castillo de la Atalaya. El rasgo definitivo de este cuerpo alto son las garitas cilíndricas que, alternativamente, largas y cortas, se adosan a los costados y en las esquinas. Sus superficies se aprovechan para unos gigantescos escudos de los Sotomayor con bandas traqueadas. Ello contribuye sobremanera al ornato de la torre, lo mismo que las repisas de los garitones, características del gótico flamígero.
Adosado a la fortaleza, bordeando el ángulo desde la torre del homenaje, se levantó un palacio renacentista en 1539 con la supervisión de Hernán Ruiz I y ejecución de un maestro local. El palacio posee una fuerte simbología de carácter humanista (Vid. MOLINERO MERCHÁN, Juan Andrés, Palacio renacentista de Belalcázar. Humanismo del tercer duque de Béjar, Córdoba, Ed. Universidad de Córdoba, 2011). Actualmente se encuentra arruinado, pero aún pueden verse las galas platerescas que embellecen los marcos de sus ventanas, muy parecidas a las que hay en la sacristía de San Juan Bautista de Hinojosa del Duque.
El topónimo de la localidad proviene de la expresión "bello alcázar". El castillo comenzó su deterioro a partir de la ocupación del mismo por las tropas francesas en la Guerra de la Independencia cuando modificaron el castillo para convertirlo en almacén. En esa misma guerra sufrió las consecuencias de la artillería.
El inmueble fue adquirido por la Junta de Andalucía el año 2008. Desde entonces, la Consejería competente realizó diversos estudios: de materiales, topografía, fotogrametría, planimetría y fotografía, y desarrolló trabajos de desescombro, limpieza y desbroce, consolidaciones puntuales y algún apuntalamiento urgente, ejecutando entre 2018 y 2019 una importante intervención de consolidación y puesta en valor.

## Descripción

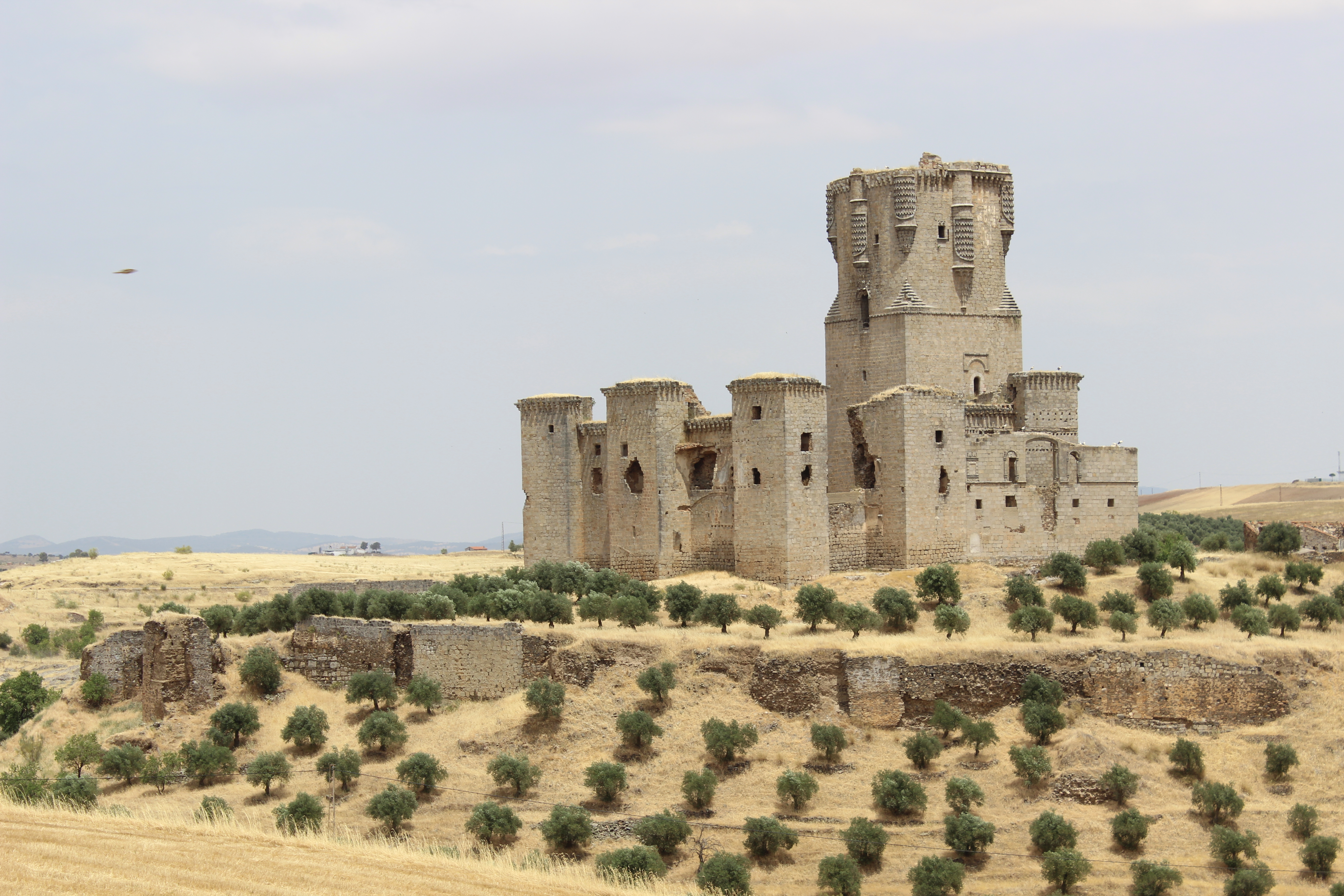
Perspectiva del Castillo de los Sotomayor y Zuñiga

El conjunto de la fortaleza tiene una superficie aproximada de 2,5 hectáreas, delimitada por una muralla exterior de forma irregular que se adapta a la topografía del cerro. En su construcción se emplean diferentes materiales y técnicas edilicias fruto de las distintas fases constructivas, reformas y ampliaciones. Las torres que posee corresponden mayoritariamente al modelo de torre-contrafuerte. Se identifican hasta veintiuna torres, entre las que destacan dos. La primera de ellas, conocida como Torre de los Vargas, es una torre de coracha situada junto al curso del arroyo. La segunda, una torre albarrana unida al recinto mediante un gran arco de medio punto que cubre una luz de 8 metros a modo de puente. Ambas se datan a mediados del siglo XV.
En la parte más alta del cerro se alza el castillo señorial cristiano, de planta cuadrangular, con torres macizas en las esquinas y otras con estancias interiores en el centro de los lienzos. Fue construido en sillería de granito. Entre la primera y la segunda torre se halla la puerta de entrada: traspasada se accede a otra puerta y más allá de ella aparece el amplio patio de armas, decorado con arcos. Tanto los lienzos de muralla como las torres se enriquecen en su coronamiento con una apretada línea de modillones a modo de ornamento.
Durante el primer tercio del siglo XVI se le añadió una lujosa zona palaciega de estilo renacentista. La estructura que más destaca, sin embargo, es la impresionante Torre del Homenaje lujosamente ornamentada, desproporcionada aunque de gran belleza, y que con sus más de 47 metros de altura es la más elevada de toda la península ibérica. Se inicia con una planta cuadrada que en su tercio superior evoluciona a formas redondeadas, decorándose con ocho escaraguaitas o garitones semicilíndricos escalonados adornados con el escudo de los Sotomayor sobre elementos góticos.
Es de reseñar también, la amplia mazmorra aún conservada en los subterráneos del castillo así como el aljibe y las caballerizas.

## Conservación

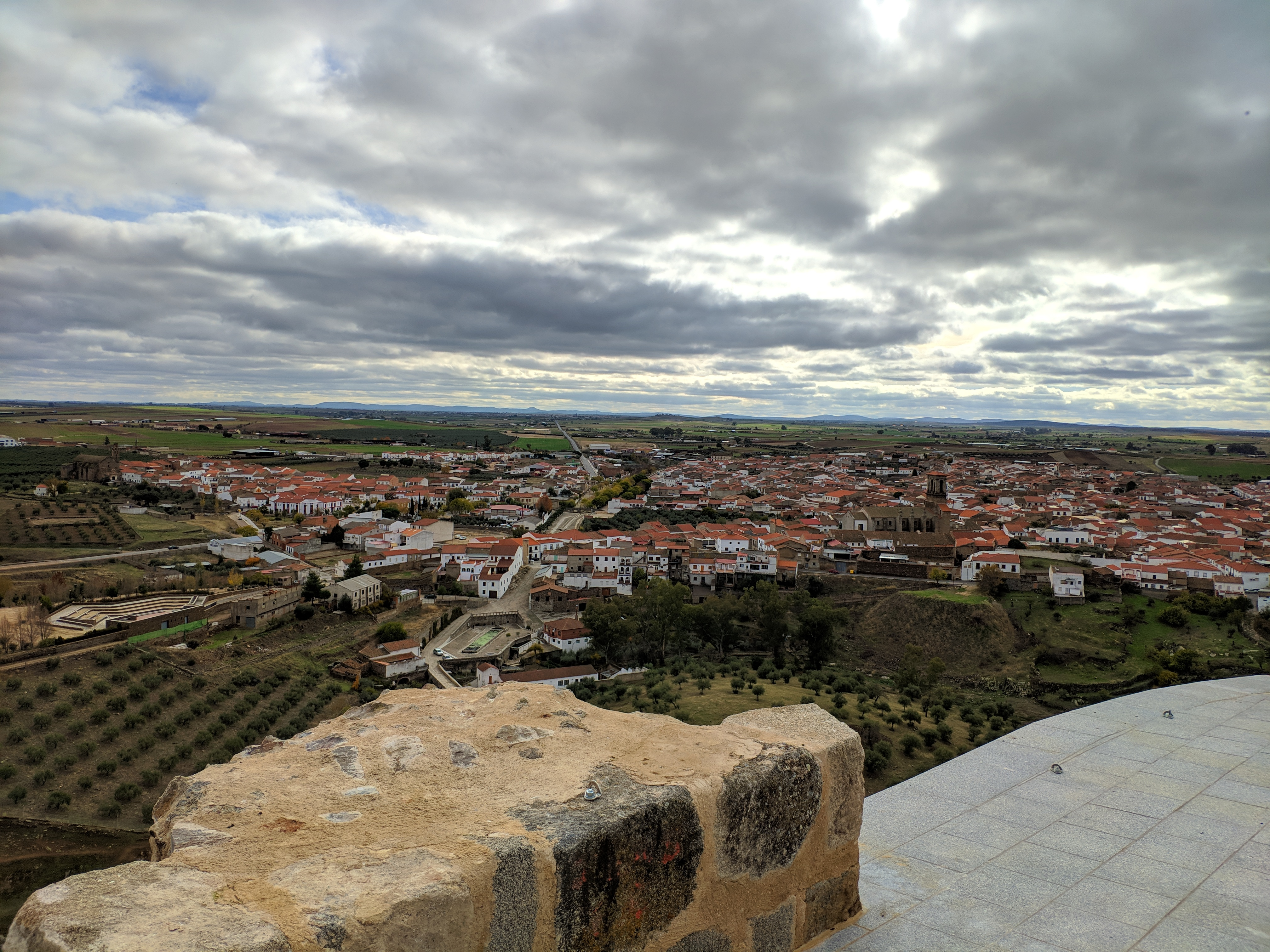
Vista de Belalcázar desde la Torre del Homenaje, que llega a los 47 metros de altura

El castillo permanecía cerrado, dado su precario estado, fruto de la falta de uso y mantenimiento y del continuo expolio durante años. Principalmente fueron objeto de expolio la cantería de granito y elementos decorativos como escudos, jambas y dinteles de huecos, alfarjes, balaustradas, etc. A este hecho se debía en gran medida que las fábricas y muros presentaran un alto grado de inestabilidad estructural. Tanto en exteriores como en interiores, los numerosos derrumbes ocasionados habían producido grandes acumulaciones de escombros.
En el recinto amurallado exterior se tienen documentadas continuas actuaciones de reforma y ampliación a lo largo de todo su tiempo de uso, desde el siglo IX hasta el XVI. La altura media de los lienzos debía de ser de unos 8 metros, aunque en la actualidad presentan en su mayoría entre 2 y 6 metros de alzado. Algunos tramos han desaparecido prácticamente en su totalidad, al igual que alguna de las 21 torres que posee. Hasta 2018 el deterioro continuaba avanzando y seguían produciéndose derrumbes de más tramos de muralla.
Entre 2018 y 2019 se ejecutan obras para la consolidación y conservación del bien, mediante una intervención que contempla la totalidad del conjunto: recinto amurallado, castillo y elementos interiores, si bien de forma estratégica y puntual, al objeto de dar respuesta a los aspectos más urgentes, dado el mal estado del inmueble. Se incluye igualmente la puesta en valor de la Torre del Homenaje, la adecuación de sus caminos y accesos y la transformación de la casa de labor anexa en un centro de recepción de visitantes.
La principal intervención fue procurar la consolidación de los huecos y muros tanto de las murallas como de las torres, mediante la estabilización de su estructura y la reintegración de las zonas desplomadas. Se han realizado trabajos masivos de consolidación, rejuntado de los diferentes tipos de fábrica, cosido y relleno de grietas, recuperación de núcleos perdidos y creación de cimientos en las zonas de muralla debilitadas. Las reconstrucciones puntuales en la torre del homenaje se limitaron a las zonas perdidas de aspecto conocido, como bóvedas interiores, dinteles y mochetas de huecos, matacanes y el arranque de los garitones.
De mayor complejidad fue la reintegración de huecos con derrumbes en los muros y torres del castillo, para la que se empleó el criterio de diferenciación material y retranqueo de las nuevas superficies construidas, de manera que su diferencia con el original fuera clara y permitiera futuras intervenciones de reconstrucción.
Otra parte ineludible de intervención para la conservación del conjunto fue la protección de las cubiertas, tanto de las torres como de los adarves, con hormigón de cal, estableciendo pendientes que ayudaran a la correcta evacuación del agua de lluvia, protegiendo la superficie con morteros impermeabilizadores.
El principal objetivo ha sido la restauración interior y exterior de la Torre del Homenaje. Con esta actuación los visitantes pueden acceder a la terraza superior y contemplar el paisaje de la comarca y del pueblo de Belalcázar. Los sistemas de iluminación instalados recuperan la visibilidad en el interior de la torre, dando un aspecto natural y enlazando los diversos espacios arquitectónicos y niveles de la misma.
Igualmente se ha intervenido en la casa de labor que se hallaba en ruina para adaptarla como centro de recepción del recinto monumental, si bien se ha mantenido su aspecto exterior para asegurar su integración en el entorno. El interior consta de una zona de recepción y venta de entradas, una sala de vídeo y aseos.
Por último, se ha realizado la adecuación de caminos con objeto de permitir el recorrido tanto por el recinto amurallado como por el perímetro del castillo. En el interior del castillo se ha creado una pasarela para acceder a la torre del homenaje, el elemento más emblemático del conjunto.